# Nawaf Salam

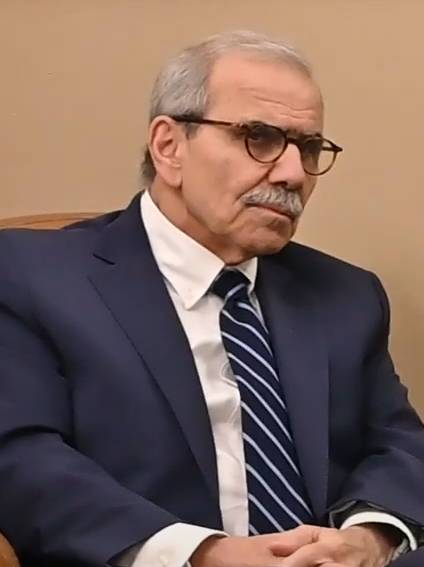
Nawaf Salam (2025)

Nawaf Salam (arabisch نواف سلام, DMG Nawāf Salām; * 15. Dezember 1953 in Beirut) ist ein libanesischer Jurist und Diplomat. Zwischen 2007 und 2017 vertrat er sein Heimatland als ständiger Vertreter bei den Vereinten Nationen in New York. Von 2018 bis 2025 war er als Richter am Internationalen Gerichtshof tätig, ab 2024 als dessen Präsident. Im Februar 2025 wurde er zum Ministerpräsidenten des Libanon gewählt.

## Leben
Nawaf Salam wurde 1953 in Beirut geboren und erlangte 1974 ein Diplom an der École des Hautes Études en Sciences Sociales und fünf Jahre später an der Universität Paris-Sorbonne die Promotion in Geschichtswissenschaften. Darüber hinaus erwarb er 1984 einen Abschluss in Rechtswissenschaften an der Libanesischen Universität sowie 1991 an der Harvard University einen Master of Laws und ein Jahr später die politikwissenschaftliche Promotion am Institut d’études politiques de Paris.
Zwischen 1984 und 2007 war er als niedergelassener Rechtsanwalt in seiner Heimatstadt tätig, unterbrochen von drei Jahren anwaltlicher Praxis von 1989 bis 1992 in Boston. Schwerpunkte seines Wirkens waren das internationale Privatrecht sowie internationale Transaktionen. Darüber hinaus war er von 1985 bis 2007 Dozent beziehungsweise Professor an der Amerikanischen Universität Beirut, an der er unter anderem Kurse in den Bereichen Völkerrecht, Internationale Beziehungen und Diplomatie unterrichtete.
Von 2007 bis 2017 war er Botschafter und ständiger Vertreter seines Heimatlandes bei den Vereinten Nationen in New York, darunter 2010/2011 als Vertreter im UN-Sicherheitsrat während der zweijährigen Angehörigkeit des Libanon als nichtständiges Mitglied. Von September 2012 bis September 2013 fungierte er als Vizepräsident der 67. Sitzung der UN-Generalversammlung. Darüber hinaus leitete er die libanesischen Delegationen zu verschiedenen internationalen Tagungen, darunter 2009 bei der UN-Klimakonferenz von Kopenhagen und 2015 bei der UN-Klimakonferenz von Paris.
Am 9. November 2017 wurde er zum Richter am Internationalen Gerichtshof in Den Haag gewählt. Seine turnusgemäß neunjährige Amtszeit begann mit seiner Vereidigung am 6. Februar 2018. Damit ist er nach Fouad Ammoun der zweite libanesische Richter in der Geschichte des Gerichtshofs. Am 6. Februar 2024 wurde er zum Präsidenten des Internationalen Gerichtshofs gewählt und am 13. Januar 2025 zum designierten Ministerpräsidenten des Libanon bestimmt;. er trat deswegen zum 14. Januar 2025 von seinem Amt als Richter am IGH zurück. Am 8. Februar 2025 wurde er von Staatspräsident Joseph Khalil Aoun zum Ministerpräsidenten des Libanon ernannt und sein aus 24 Ministern bestehendes Kabinett vorgestellt.
Nawaf Salam ist verheiratet und Vater von zwei Kindern.